# Anastreptus strongylotropis
Anastreptus strongylotropis är en mångfotingart som först beskrevs av Carl Graf Attems 1914.  Anastreptus strongylotropis ingår i släktet Anastreptus och familjen Spirostreptidae. Utöver nominatformen finns också underarten A. s. constrictus.